# Leirfjord
Leirfjord ist eine Kommune im norwegischen Fylke Nordland. Die Kommune hat 2354 Einwohner (Stand: 1. Januar 2025). Verwaltungssitz ist die Ortschaft Leland.

## Geografie
Die Gemeinde liegt in der Landschaft Helgeland rund um den Fjord Leirfjord. Sie grenzt an die Nachbarkommunen Alstahaug im Südwesten, Vefsn im Süden und Osten sowie Hemnes im Nordosten. Die West- und Nordgrenze verläuft im Meer. Zum Areal der Kommune gehört auch der nordöstliche Teil der Insel Alsta. Die höchste Erhebung ist der Nordtoven mit einer Höhe von 994,5 moh. an der Grenze zu Hemnes und Vefsn.

## Einwohner
Die Einwohner leben entlang der Fjorde verteilt. Die Einwohnerzahlen waren nach dem Ende des Zweiten Weltkriegs rückläufig, von 1950 bis 2009 sank die Anzahl der Einwohner um 34 Prozent. Das im Norden des Leirfjords gelegene Leland ist der einzige sogenannte Tettsted, also die einzige Ansiedlung, die für statistische Zwecke als eine städtische Siedlung gewertet wird. Zum 1. Januar 2024 lebten dort 774 Einwohner.
Die Einwohner der Gemeinde werden Leirfjording genannt. Leirfjord hat wie viele andere Kommunen der Provinz Nordland weder Nynorsk noch Bokmål als offizielle Sprachform, sondern ist in dieser Frage neutral.
| Jahr          | 1986 | 1990 | 1995 | 2000 | 2005 | 2010 | 2015 | 2020 | 2025 |
| ------------- | ---- | ---- | ---- | ---- | ---- | ---- | ---- | ---- | ---- |
| Einwohnerzahl | 2429 | 2364 | 2332 | 2242 | 2156 | 2140 | 2188 | 2294 | 2354 |

## Geschichte
Die Kommune Leirfjord wurde am 1. Juli 1915 gegründet, als das Gebiet von der damaligen Kommune Stamnes abgetrennt wurde. Im Jahr 1964 wurde Leirfjord erweitert und Teile aus den Gemeinden Nesna und Tjøtta übertragen.
In Leland steht die Leirfjord kirke, eine Holzkirche aus dem Jahr 1867.

## Wirtschaft und Infrastruktur

### Verkehr
Die 1065 Meter lange Brücke Helgelandsbrua ist eine der längsten Nordnorwegens und überquert den Leirfjord. Die Brücke verbindet die Kommune Leirfjord mit der Kommune Alstahaug und ersetzte die vorher bestehende Fährverbindung.

### Wirtschaft
Die Landwirtschaft stellt eine wichtige Einnahmequelle für Leirfjord dar, wobei die Rinderhaltung und Milchproduktion die wichtigsten Bereiche sind. Des Weiteren wird Schaf- und Schweinehaltung betrieben. In der Vergangenheit war auch die Fischerei von Bedeutung, diese ging aber zurück. Heute werden einige Fischzuchtanlagen betrieben, die wichtig für die lokale Lebensmittelindustrie sind.
Im Jahr 2019 arbeiteten von 1047 Menschen 481 in Leirfjord selbst, über die Hälfte war in anderen Gemeinden wie Alstahaug oder Vefsn tätig.

## Wappen und Name
Das seit 1992 offizielle Wappen zeigt in Gold ein grünes Astkreuz, das die Land- und Forstwirtschaft symbolisieren soll.
Der Name leitet sich vermutlich von „Leira“, einem älteren Fjordnamen und dem Namen eines Flusses, ab.